# Holden Sandman
O Sandman é uma famosa panel van de três portas e porte grande da Holden.